# Циста бубрежног синуса
Циста бубрежног синуса је доброћудна (бенигна) шупљина која захвата  бубрежну карлицу. Према месту порекла може бити паракарлична (парапелвична) или перикарлична (перипелвична) циста.

## Подела

### Паракарлична циста
Паракарличне или парапелвичне цисте потичу из суседног паренхима и штрчи у бубрежни синус. То су једноставне бубрежне цисте које се протежу у бубрежни синус из суседни бубрежни паренхим. Обично су појединачне или у виду неколико цисти које по морфологији подсећају на једноставну бубрежну кортикалну цисту.
Хистолошки, ове цисте су обложене једнослојним епителном.

### Перикарлична циста
Перикарличне или перипелвичне цисте настају унутар самог бубрежног синуса и имају лимфно порекло. Оне понекад могу изазвати компресију пелвиликалицеалног система што доводи до хидронефрозе.
Перикарличне цисте нису закопане унутар бубрежног паренхима и не појављују се као маса у поларном региону или као егзофитне на површини бубрега као обична бубрежна паренхимска циста. Обично компримују и померају бубрежну карлицу и васкуларну педикулу. Ако су велике, могу да вире из бубрежног хилуса.
Перикарличне цисте које су довољно велике да изазову симптоме или се могу детектовати на радиографији су ретке и ретко су пријављене у уролошкој или радиолошкој литератури 

## Дијагноза
Цисте бубрежног синуса се много пута дијагностикује као хидронефроза ултразвуком бубрега јер је понекад веома тешко разликовати цисте бубрежног синуса и хидронефрозу. 
Компјутеризована томографска урографија или интравенска урографија омогућавају разликовање промена у бубређном синусу и показују нормалан или сужен/истегнут/померен (али не и проширен) сабирни систем бубрега.

## Диференцијална дијагноза
Цисте бубрежног синуса могу опонашати хидронефрозу, али сликовне методе показале нормалан или сужен, истегнут и померен (али не и проширен) сабирни систем.  
Цисте бубрежног синуса (понекад се називају перипелвичним цистама), које су асимптоматске и настају из лимфних канала бубрежног хилума. Перипелвичне бубрежне цисте дефинисане као цисте које се налазе у хилуму бубрега, блиско су повезане са бубрежном карлицом и чашицама. Може бити једноставне или вишеструке, једноструке или вишеструко. Перипелвичне цисте нису закопане унутар бубрежног паренхима и не појављују се као маса у поларном региону или као егзофитне на површини бубрега као обична бубрежна паренхимска циста. Обично компримују и померају бубрежну карлицу и васкуларну педикулу. Ако су велике, могу да вире из бубрежног хилума. 
Њихов изглед је често тешко разликовати од хидронефрозе на ултразвуку и компјутеризованој томографији без контраста. Међутим, разлика је одмах очигледна на снимцима екскреторне фазе са појачаним контрастом, на компјутеризованој томографији, где се сабирни систем пун контрастног средства са високим пригушењем може лако разликовати од цисти бубрежног синуса са пригушењем течности. Перипелвичне цисте које су довољно велике да изазову симптоме или се могу случајно открити на радиографији су ретке и ретко су пријављене у уролошкој или радиолошкој литератури.

## Спољашње
|  | Молимо Вас, обратите пажњу на важно упозорење у вези са темама из области медицине (здравља). |